# ليوناردو سانشيز
ليوناردو سانشيز (بالإسبانية: Leonardo Sánchez)‏ (2 أغسطس 1986 بلابلاتا في الأرجنتين - ) هو لاعب كرة قدم أرجنتيني في مركز الدفاع. لعب مع أرجنتينوس جونيورز وانيستتوتو وإستوديانتيس دي لا بلاتا وتشاكاريتا جيونيورز ونادي زيورخ ويونيون دي سانتا في وIndependiente Rivadavia ‏ وسان مارتين دي سان خوان.

## وصلات خارجية
- ليوناردو سانشيز على موقع قاعدة بيانات كرة القدم.إي يو (الإنجليزية)
- ليوناردو سانشيز على موقع Soccerway.com (الإنجليزية)